# Great Melton
Great Melton is een civil parish in het bestuurlijke gebied South Norfolk, in het Engelse graafschap Norfolk met 163 inwoners.